# Liste der Stolpersteine in Soria

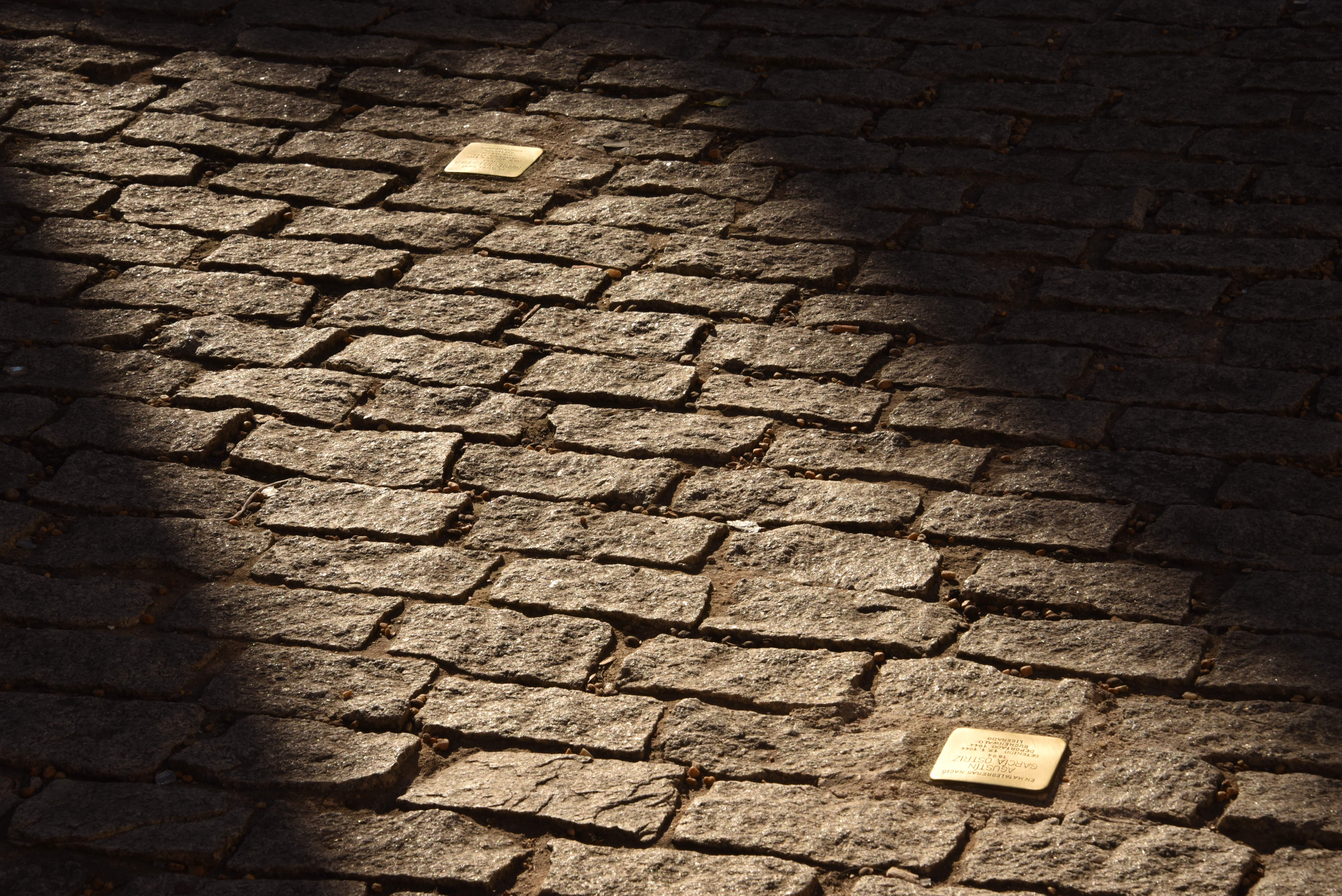
Stolpersteine in der Provinzhauptstadt

Die Liste der Stolpersteine in Soria enthält die Stolpersteine, die in Soria in der Autonomen Gemeinschaft Kastilien-León in Spanien vom deutschen Künstler Gunter Demnig verlegt wurden. Stolpersteine erinnern an das Schicksal der Menschen, die von den Nationalsozialisten ermordet, deportiert, vertrieben oder in den Suizid getrieben wurden. Sie liegen im Regelfall vor dem letzten selbstgewählten Wohnsitz des Opfers.
Die kastilische Übersetzung des Begriffes Stolpersteine lautet: pedres que fan ensopegar, sie werden jedoch meist piedras de la memoria (Erinnerungssteine) genannt. 

## Verlegte Stolpersteine
In der Provinzhauptstadt Soria wurden bisher 22 Stolpersteine verlegt, alle befinden sich auf der Plaza del Vergel.
| Stolperstein | Übersetzung | Name, Leben                             |
| ------------ | --- | --------------------------------------- |
|              | IN MATUTE DE ALMAZÁN GEBOREN VICENTE BORJABAD ALGUCIL 1888 GEFANGEN GENOMMEN 15.7.1944 DEPORTIERT 1944 NEUENGAMME SANDBOSTEL BEFREIT                   | Vicente Borjabad Alguacil (1888–)       |
|              | IN ALCOZAR GEBOREN CÁNDIDO CABRERIZO ALONSO 1893 GEFANGEN GENOMMEN 29.10.1944 DEPORTIERT 1944 DACHAU KEMPTEN BEFREIT                                   | Cándido Cabrerizo Alonso (1893–)        |
|              | IN FUENTECAMBRÓN GEBOREN DAMIÁN GAÑAN REJAS 1914 GEFANGEN GENOMMEN 1941 DEPORTIERT MAUTHAUSEN ERMORDET 4.12.1941 GUSEN                                 | Damián Gañán Rejas (1914–)              |
|              | IN MATALEBRERAS GEBOREN AGUSTÍN GARCÍA OSTRIZ 1894 GEFANGEN GENOMMEN 17.1.1944 DEPORTIERT 1944 BUCHENWALD BEFREIT                                      | Agustín García Ostriz (1894–)           |
|              | IN SORIA GEBOREN AGUSTÍN GIMENO ESCALADA 1909 GEFANGEN GENOMMEN 17.1.1944 DEPORTIERT 1944 BUCHENWALD FLOSSENBÜRG ERMORDET JANOWITZ                     | Agustín Gimeno Escalada (1909–1944/45)  |
|              | IN BURGO DE OSMA GEBOREN ALBERTO MARTÍNEZ MANSO 1913 GEFANGEN GENOMMEN 1940 DEPORTIERT MAUTHAUSEN ERMORDET 16.12.1940                                  | Alberto Martínez Manso (1913–1940)      |
|              | IN CUBO DE LA SIERRA GEBOREN RUFINO MARTÍNEZ AYLAGAS 1915 GEFANGEN GENOMMEN 1940 DEPORTIERT 1940 MAUTHAUSEN ERMORDET 2.6.1941 GUSEN                    | Rufino Martínez Aylagas (1915–1941)     |
|              | IN MAGAÑA GEBOREN VÍCTOR MARTÍNEZ CRESPO 1897 GEFANGEN GENOMMEN 1940 DEPORTIERT 1941 MAUTHAUSEN ERMORDET 14.9.1941 GUSEN                               | Víctor Martínez Crespo (1897–1941)      |
|              | IN ARCOS DE JALÓN GEBOREN MIGUEL MARTÍNEZ FRAILE 1918 GEFANGEN GENOMMEN 1940 DEPORTIERT 1941 MAUTHAUSEN ERMORDET 29.12.1941 GUSEN                      | Miguel Martínez Fraile (1918–1941)      |
|              | IN MAGAÑA GEBOREN VIRGINIO MARTÍNEZ MONTES 1906 GEFANGEN GENOMMEN 1940 DEPORTIERT 1940 MAUTHAUSEN ERMORDET 27.9.1941 GUSEN                             | Virginio Martínez Montes (1906–1941)    |
|              | IN SORIA GEBOREN JACINTO DE MIGUEL MOSTAJO 1908 GEFANGEN GENOMMEN 1940 DEPORTIERT 1940 MAUTHAUSEN ERMORDET 5.8.1941 GUSEN                              | Jacinto de Miguel Mostajo (1908–1941)   |
|              | IN SORIA GEBOREN MARIANO PASTOR GARCÍA 1920 GEFANGEN GENOMMEN 1941 DEPORTIERT 1941 MAUTHAUSEN ERMORDET 27.2.1943 GUSEN                                 | Mariano Pastor García (1920–1943)       |
|              | IN ALCOZAR GEBOREN CIRO REDONDO GÓMEZ 1911 GEFANGEN GENOMMEN 1940 DEPORTIERT 1941 MAUTHAUSEN BEFREIT                                                   | Ciro Redondo Gómez (1911–)              |
|              | IN ALCOZAR GEBOREN DOMINGO RIAGUAS ALONSO 1917 GEFANGEN GENOMMEN 1941 DEPORTIERT 1941 MAUTHAUSEN BEFREIT                                               | Domingo Riaguas Alonso (1917–)          |
|              | IN TORREMOCHA DE AYLLÓN GEBOREN BALBINO RINCÓN PEÑALBA 1916 GEFANGEN GENOMMEN 1940 DEPORTIERT 1940 MAUTHAUSEN ERMORDET 19.12.1941 GUSEN                | Balbino Rincón Peñalba (1916–1941)      |
|              | IN SORIA GEBOREN ANTONIO RODRIGÁLVAREZ JODRA 1917 GEFANGEN GENOMMEN 1941 DEPORTIERT 1941 MAUTHAUSEN, GUSEN ERMORDET 12.10.1942 SCHLOSS HARTHEIM        | Antonio Rodrigálvarez Jodra (1917–1942) |
|              | IN BURGO DE OSMA GEBOREN SANTIAGO ROMERO LLORENTE 1918 GEFANGEN GENOMMEN 1941 DEPORTIERT 1941 MAUTHAUSEN BEFREIT                                       | Santiago Romero Llorente (1918–)        |
|              | IN SAN ESTEBAN DE GORMAZ GEBOREN PAULINO SÁEZ AGUILERA 1903 GEFANGEN GENOMMEN 20.6.1940 DEPORTIERT 1941 SANDBOSTEL MAUTHAUSEN ERMORDET 23.2.1942 GUSEN | Paulino Sáez Aguilera (1903–1942)       |
|              | IN ÁGREDA GEBOREN EMILIO SERRANO GIMÉNEZ 1909 GEFANGEN GENOMMEN 1940 DEPORTIERT 1941 MAUTHAUSEN DACHAU ERMORDET BUCHENWALD                             | Emilio Serrano Giménez (1909–1941/45)   |
|              | IN OLVEGA GEBOREN MARTÍN TELLO ISLA 1908 GEFANGEN GENOMMEN 21.4.1944 DEPORTIERT 1944 NEUENGAMME ERMORDET SACHSENHAUSEN                                 | Martín Tello Isla (1918–1941)           |
|              | IN SAN ESTEBAN DE GORMAZ GEBOREN JULIO TOMÁS ORTIZ 1915 GEFANGEN GENOMMEN 1941 DEPORTIERT 1941 MAUTHAUSEN BEFREIT>                                     | Julio Tomás Ortiz (1915–)               |
|              | IN SORIA GEBOREN EMETERIO VESPERINAS ÍÑIGO 1911 GEFANGEN GENOMMEN 1940 DEPORTIERT 1940 MAUTHAUSEN ERMORDET 23.9.1941 GUSEN                             | Emeterio Vesperinas Íñigo (1911–1941)   |

## Verlegedatum
- 9. April 2020[1]